# 世界の考古遺跡一覧 (国別)
世界の考古遺跡一覧 (国別) (せかいのこうこいせきいちらん・くにべつ) とは、世界の著名な考古遺跡を国別にリスト化したものである。

## あ行

### アフガニスタン
- バーミヤン渓谷の文化的景観と古代遺跡群 - 仏教遺跡

### アメリカ合衆国
- カホキア-w:Cahokia
- w:Calico Early Man
- w:Topper Site
- w:La Brea Tar Pits
- メサ・ヴェルデ-Mesa Verde
- サーペント・マウンド-w:Serpent Mound
- w:Whydah Gally
- マウンドヴィル-w:moundville(ミシシッピ文化,アラバマ州)
- ポヴァティ・ポイント-w:poverty point(ルイジアナ州)
- マウンド・シティ-w:mound city(ホープウェル文化,オハイオ州)
- エトワー-w:etowah(ミシシッピ文化,ジョージア州)

### アルバニア
- w:Butrint
- w:Sarandë

### アルメニア
- w:Zvartnots

### イギリス
- エイブベリー-Avebury
- Bignor
- Caerleon
- Castell Henllys
- Dan Y Coed
- デーンベリー-Danebury
- Duggleby Howe
- Eildon Hill North
- Fishbourne
- フラッグ・フェン-Flag Fen
- Gough's Cave
- Grimes Graves
- Hen Domen
- Ironbridge
- Jorvik
- Kirkstall Abbey
- Little Woodbury
- メイズハウ（またはマウス・ホーウェ）
- マイン・ホウ-Mine Howe
- Mother Grundy's Parlour
- Normanton Down
- Paviland Cave
- Pixie's Hole
- Quanterness
- リング・オブ・ブロガー-Ring of Brogar
- シーヘンジ-Seahenge
- シルベリー・ヒル-Silbury Hill
- Silchester Roman Town
- スカラ・ブラエ-Skara Brae（オークニー諸島、ゴードン・チャイルド）
- Star Carr
- ストーンヘンジ
- サットン・フー
- Trelech
- Trimontium
- Ulva Cave
- ヴィンドランダ要塞-Vindolanda
- ウィンドミル・ヒル-Windmill Hill
- ウッドヘンジ-Woodhenge
- Wroxeter
- Yeavering

### イスラエル
- アトリットヤム - Atlit Yam
- アラド
- アシュケロン - Ashkelon
- ベッサイダ - Bethsaida
- ベト・シェアン - Beth Shean
- カイサリア - 古代オリエント、古代ローマ
- カペナウム - Capernaum
- ギベオン - Gibeon
- ヒッポス - Hippos
- エリコ - 古代オリエント
- エルサレム - 神殿の丘
- ラキシュ - Lachish
- メギド - 古代オリエント
- ラマト・ラヘル - Ramat Rahel

### イタリア
- ヘルクラネウム-Herculaneum
- ポンペイ -古代ローマ

### イラク
- ウル-古代オリエント
- バビロン-古代オリエント
- ニムルド-Nimrud、古代オリエント
- ニネヴェ-古代オリエント
- サマッラ-Samarra
- ハトラ
- クテシフォン

### イラン
- スーサ-古代オリエント
- ペルセポリス-ペルシア帝国

### インド
- カーリバンガン
- ロータル
- ドーラビーラ
- アジャンター石窟
- エローラ石窟

### インドネシア
- ボロブドゥール遺跡、ボロブドゥル寺院遺跡群-仏教遺跡
- サンギラン-Sangiran
- プランバナン寺院群

### ウズベキスタン
- サマルカンド

### エジプト
- アブシンベル神殿 - 古代エジプト
- アビュドス - Abydos
- アレクサンドリア - ヘレニズム、古代ローマ
- アマルナ - 古代エジプト
- メムノンの巨像
- デール・エル・マディナ - Deir el-Madinah
- デール・エル・バハリ
- エドフ
- エスナ - Esna
- ギザ - 古代エジプト
- ヘリオポリス - 古代エジプト
- カルナック神殿 - 古代エジプト
- コム・オンボ神殿
- ルクソール - 古代エジプト
- 王家の谷 - 古代エジプト
- オクシリンコス
- フィラエ神殿
- ラムセウム - Ramesseum
- タニス - Tanis

## か行

### カナダ
- ランス・オ・メドー
- ヘッド-スマッシュト-イン・バッファロー・ジャンプ

### 韓国
- 慶州歴史地域-新羅
- 百済考古遺跡-百済
- 高敞、和順、江華の支石墓群-無文土器時代
- 公州石壮里遺跡-韓国の旧石器時代

### カンボジア
- アンコール遺跡 - ヒンドゥー教、仏教遺跡

### 北朝鮮
- 高句麗古墳群-高句麗

### キプロス
- w:Castro
- w:Salamis

### ギリシア
- アテナイ
- デルポイ
- エピダウロス
- Gournia
- クノッソス - ミノア文明
- リンドス - Lindos
- ミストラス
- ファイストス - Phaistos
- ピュロス - Pylos
- ヴェルギナ

### グアテマラ
- エル・バウル
- エル・ミラドール
- キリグア
- ティカル
- アバフ・タカリク

## さ行

### シリア
- ボスラ
- エブラ - Ebla、古代オリエント
- パルミラ - 古代オリエント、古代ローマ
- テル・アブ・フレイラ - Tell Abu Hureyra - 中石器時代
- ウガリト - 古代オリエント
- Tell Mishrife/Qatna

### ジンバブエ
- グレート・ジンバブエ遺跡
- カミ遺跡

### スイス
- ラ・テーヌ-La Tène - 鉄器時代

### スウェーデン
- w:Adelsö
- ビルカ - w:Birka
- ガムラ・ウプサラ - w:Gamla Uppsala
- ヘリウー島 - w:Helgö
- シグトゥーナ - w:Sigtuna
- ヴェンデル - w:Vendel
- ヴァルスヤーデ - w:Valsgärde

## た行

### タイ
- バン・チアン遺跡

### チェコ
- w:Dolni Vestonice settlement

### 中国
- 北京原人
- 兵馬俑 - 秦
- 万里の長城

### チュニジア
- カルタゴ

### チリ
- イースター島

### デンマーク
- リンホルム・ホイエ - w:Lindholm Høje

### ドイツ
- ビルツィングスレーベン - w:Bilzingsleben
- ヒルシュテンランデン - Hirschlanden
- ケーニヒスアウエ - w:Königsaue
- ウンターウールディンゲン - w:Unteruhldingen

### トルクメニスタン
- メルブ遺跡

### トルコ
- w:Aphrodisias
- チャタル・ヒュユク-w:Çatalhöyük -最古の「都市」
- ギョベクリ・テペ-w:Göbekli Tepe PPN A
- w:Hasankeyf
- w:Knidos
- w:Nevali Cori PPN A
- ペルガモン - w:Pergamon
- トロイ(イリオス) - w:Troy Neolitic to Byzantine
- w:Zeugma

## な行

### 日本
- 以下を参照。
  - 旧石器時代の遺跡一覧
  - 縄文時代の遺跡一覧
  - 弥生時代の遺跡一覧
  - 日本の古墳一覧

### ニュージーランド
- w:Te Wairoa - buried by volcanic eruption in the 1880s

## は行

### パキスタン
- ハラッパー - インダス文明
- メヘルガル - Mehrgarh
- モヘンジョダロ - インダス文明
- タキシラ - Taxila
- コト・ディジ

### パナマ
- パナマ・ビエホとパナマ歴史地区  - 太平洋岸最初のスペイン植民都市
- ポルトベロとサン・ロレンソ 要塞 -　カリブ海沿岸の要塞群

### パラオ
- w:Aemiliik Site

### パレスチナ
- w:Et-Tell
- エリコ - w:Jericho、古代オリエント

### フランス
- ショーヴェ洞窟 - w:Chauvet Cave
- ラスコー洞窟 - w:Lascaux
- w:Glanum
- w:Glozel

### ブルガリア
- ヴァルナ遺跡 - w:Varna Necropolis

### ベリーズ
- アルトゥン・ハ - w:Altun Ha
- カラコル - w:Caracol
- ルバアントゥン-w:Lubaantun
- シュナントゥイニチ-w:Xunantunich
- ラマナイ

### ペルー
- チャン・チャン-w:Chan Chan(チムー王国の首都)
- チャビン・デ・ワンタル-w:Chavin de Huantar
- マチュ・ピチュ - w:Machu Picchu、インカ帝国
- モチェ文化 - w:Moche
- ナスカの地上絵 - w:Nazca
- ワリ-w:Huari
- サクサイワマン
- タンボマチャイ
- プカ・プカラ
- トケパラ洞窟

### ボツワナ
- w:Tsodilo

### ポーランド
- w:Biskupin - 鉄器時代

### ボリビア
- ティワナク
- チリパ - Chiripa

### ホンジュラス
- コパン

## ま行

### マケドニア共和国
- w:Ohrid

### マリ共和国
- トンブクトゥ

### ミクロネシア
- ナンマトル

### メキシコ
- ボナンパック
- カカシュトラ - Cacaxtla
- カラクムル
- チチェン・イッツア
- コバー - Coba
- ミトラ
- モンテ・アルバン
- パレンケ
- エル・タヒン
- テオティワカン
- トラテロルコ - Tlatelolco
- トゥルム - Tulum
- ウシュマル
- ショチカルコ - Xochicalco
- トレス・サポーテス
- マヤパン
- セロ・デ・ラス・メーサス
- イサパ

## や行・ら行

### ヨルダン
- w:Jerash
- w:Madaba mosaic map
- ペトラ - w:Petra

### ルーマニア
- w:Calatis
- w:Histria
- w:Sarmisegetusa
- w:Trophaeum Traiani
- w:Tomis

### レバノン
- アンジャル
- バールベック - 古代ローマ
- ビブロス - 古代オリエント

### ロシア
- ノヴゴロド
- パジリク古墳群
- ポル＝バジン